# Fermi-niveau

Fermi-verdeling voor verschillende temperaturen tussen 0 en 1200 K

Het fermi-niveau, naar de Italiaanse natuurkundige Enrico Fermi (1901-1954) genoemd, is een parameter die in de Fermi-Diracstatistiek voorkomt, bepalend is voor de fermi-functie en een bruikbare benadering is van de Fermi-Diracverdeling. Het fermi-niveau is het energieniveau met een bezettingskans van precies 50%.
Bij het absolute nulpunt zijn alle energie-niveaus onder de fermi-waarde helemaal gevuld, daarboven zijn ze onbezet. Hoe hoger de temperatuur, hoe gelijkmatiger de bezettingsgraad afneemt als functie van de energie. Deze nadert dan tot de exponentiële Maxwell-Boltzmann-verdeling, die als uitgangspunt de klassieke natuurkunde in plaats van de kwantummechanica heeft.
Het fermi-niveau wordt meestal uitgedrukt in elektronvolt eV. Het is voor metalen van de grootteorde van enkele eV: aluminium 11,7 eV, goud 5,53 eV en lood 9,47 eV.